# 九州新喜劇
九州新喜劇（きゅうしゅうしんきげき）は、吉本興業福岡支社（福岡吉本）に所属する芸人・タレントで構成される喜劇。
本家である吉本新喜劇をベースにしている。

## 概要
発起人は福岡吉本の所属芸人であり、過去に吉本新喜劇副座長も経験した寿一実。「九州に元気を、田舎にも笑いを」をコンセプトに2018年に旗揚げした。
専用の劇場は無く、主に福岡市内のホールで公演を行っている。
2023年の寿死去に伴い一時公演休止となったが、安井まさじが座長に就任し継続している。

## 劇団員
- 寿一実（初代座長）
- 安井まさじ（現座長）
- サカイスト
- コンバット満
- 高田課長
- ケン坊田中
- マサル
- 別府あゆみ

福岡吉本に所属するその他のお笑い芸人も出演する他、公演により本家の吉本新喜劇からゲスト出演もある。